# Никола Пъдевски
Никола Бочев Пъдевски е български шахматист – третият български гросмайстор, както и шахматен публицист.
Участник е в 11 олимпиади и в повече от 50 международни турнири. Според историческите ранглисти достига  56-то място в света през 1963 г.
Роден е на 29 май 1933 г. в град Пловдив. С шахмат се занимава от малък, а името му за първи път добива известност през 1949 г., когато печели убедително и красиво срещу Керес и Бондаревски на шахматен сеанс в Пловдив. От 1954 г. е международен майстор. През 1959 г. e световен студентски шампион по шахмат в Будапеща. През 1963 г. печели мемориала „Рубинщайн“. От 1964 г. е гросмайстор.
Пъдевски е участвал на 21 финала за републиканско индивидуално първенство, като на 4 от тях става шампион на България – през 1954, 1955, 1962 и 1964 г. (след плейоф).
Участвал е на 11 шахматни олимпиади, като на тази през 1968 г. в Лугано става бронзов медалист на трета дъска в отбора на България.
Най-забележителните му партии са победа над Карпов и реми с Керес, Тал и Каспаров.
От 1981 до 1989 г. е треньор на мъжкия национален отбор по шахмат.